# Lorchenspitze
Die Lorchenspitze (italienisch Cima Lorchen) ist ein 3347 m s.l.m. hoher Berg im Zufrittkamm der Ortler-Alpen. Der Gipfel liegt auf der Grenze zwischen Südtirol und dem Trentino in Italien.

## Lage und Umgebung
Die Lorchenspitze liegt im Nationalpark Stilfserjoch am Scheitelpunkt zwischen dem Martelltal im Nordosten, dem Val di Rabbi im Süden und dem Ultental im Osten. Die nächstgelegenen Gipfel des Zufrittkamms sind im Nordosten die Weißbrunnspitze (3253 m) und die Zufrittspitze (3439 m), im Südwesten die Hintere Nonnenspitze (3256 m) und die Sällentspitze (3212 m). Gegen Südosten löst sich an der Lorchenspitze der lange Ilmenkamm, dessen erste Gipfel die Hintere Eggenspitze (3443 m) und die Vordere Eggenspitze (3385 m) sind. Ostseitig liegt der Weißbrunnferner, nordseitig der kleinere Lorchenferner.
Administrativ treffen im Gipfelbereich die Südtiroler Gemeinden Martell und Ulten sowie die Trentiner Gemeinde Rabbi aufeinander.

## Alpinismus
Die Erstbesteigung gelang Julius Payer und Johann Pinggera am 30. Juli 1868. Heute wird die Lorchenspitze meist in Verbindung mit einer Besteigung der Hinteren Eggenspitze überschritten. Als Stützpunkt dient dabei die auf Ultner Seite gelegene Höchster Hütte.